# Joseph Cassano
Pour les articles homonymes, voir Joe Cassano et Cassano.
Joseph J. Cassano, dit « Joe » Cassano (âgé de 53 ans en 2008) est un ancien cadre américain dans le domaine de l'assurance. Il a été cadre supérieur de la filiale Financial Products de la société AIG depuis la fondation de cette division en 1987 jusqu'à sa démission en février 2008. Diplômé en 1977 de sciences politiques au Brooklyn College, il entame sa carrière à la banque Drexel Burnham Lambert dirigée par Michael Milken, l'inventeur des "junk bonds". Dès 1987 il suit son mentor Howard Sosin qui vient de créer l'AIG FinancIal Products (AIG FP) basée à Londres, mais dont le siège social était au Delaware. Il accède à la présidence de AIG en 1999 et contrôle de ce fait la succursale française: Banque AIG qui fut une grande émettrice de CDS. Il est considéré comme un personnage-clé dans la crise financière de 2008. Le journaliste politique Matt Taibbi l'a surnommé le « Patient zéro de l'effondrement économique global. »,

## Biographie
Cassano grandit dans le quartier de Brooklyn à New York, où son père était policier. Il obtient un diplôme de sciences politiques au Brooklyn College en 1977. Il travaille à la banque d'affaires Drexel Burnham Lambert pendant la période où elle émet des junk bonds.
En 1987, AIG recrute Cassano et en fait l'une des dix personnes les plus importantes de sa filiale « produits financiers », en tant que directeur financier. En 1994, Thomas R. Savage nomme Cassano responsable du groupe de développement des transactions Transaction Development Group. Cassano accepte en 1998 la proposition de J.P. Morgan d'empaqueter des « Credit default swaps » (CDS, dérivés sur événement de crédit) dans des « produits de confiance largement sécurisés » (Broad Index Secured Trust Offering, surnommés Bistros à partir des initiales). Cassano considère ces CDO (obligations adossées à des actifs) comme un événement-clé :  « Ce fut un tournant décisif lorsqu'en 1998 J.P. Morgan nous contacta, nous qui travaillions beaucoup avec, et nous demanda de participer. »
Avant d'être forcé de démissionner en mars 2008, Cassano reçoit 315 millions de dollars : 280 millions en cash et 34 millions sous forme de bonus. Des honoraires mensuels initiaux d'un million de dollars ont été annulés par la suite. Selon Matt Taibbi : 

« En fait, Cassano a continué à être appointé et à toucher son million mensuel jusqu'à fin septembre 2008, même après que les contribuables eurent été forcés de verser 85 milliards de dollars pour réparer ses erreurs. Comme on lui demandait en octobre pourquoi l'entreprise continuait à verser à Cassano son million de dollars mensuel malgré son rôle dans l'« effondrement probable de la civilisation occidentale », le chef de la direction (CEO) Martin Sullivan déclara avec sérieux au Congrès qu'AIG voulait « conserver l'expérience de 20 ans de Mr. Cassano. »

— (Cassano, qui se cache apparemment dans sa somptueuse maison près de Harrods à Londres, n'a pu être contacté pour fournir sa version.)
Lorsque le scandale éclate, les régulateurs financiers des États-Unis et du Bureau des Fraudes Graves (Serious Fraud Office) du Royaume-Uni se mettent à enquêter sur les transactions de Cassano pour déterminer si celles-ci étaient seulement excessives et risquées, ou criminelles.
Cassano a contribué politiquement aux campagnes de Chris Dodd, Barack Obama et de la membre républicaine de la Chambre des représentants Nancy L. Johnson.
En mars 2009, Cassano est mêlé à une affaire d'e-mails datés de 2006 et dont il était l'auteur, sollicitant des contributions des cadres de AIG pour soutenir la campagne de Dodd, en raison de la situation de nouveau président de la Commission aux Affaires bancaires du Sénat (Senate Banking Committee) de ce dernier.

## Sources
- (en) Cet article est partiellement ou en totalité issu de l’article de Wikipédia en anglais intitulé « Joseph Cassano » (voir la liste des auteurs).